# Veliko Očijevo
Veliko Očijevo je naseljeno mjesto u gradu Bihaću, Federacija Bosne i Hercegovine, BiH.

## Zemljopis
Njegov prirodno-geografski položaj više opredjeljuju pripadnost drvarskom području. Veliko Očijevo se nalazi s desne strane Unca koji je južna granica. Na jednom mjestu Unac pravi malo proširenje i taj dio ima župski karakter (Luke). Svi ostali položaji su visinski, neki i planinski. Prema zapadu je Malo Očijevo, prema sjeveru i istoku su kose Osječenice. Selo je jako krševito s vrlo plitkim slojem plodne zemlje.

## Povijest
Povijest Velikog Očijeva se ne razlikuje od povijesti Malog Očijeva. Oba Očijeva, kao jedno područje, spominju se u dokumentima kaptola u Kninu iz 14. i 15. stoljeća, koji je morao u nekoliko navrata intervenirati u sukobima oko prava na Očijevo između obitelji Mišljenović i ostalih obitelji plemena Kolunić.
U srednjem vijeku područje Očijeva bilo je u sastavu hrvatske župe Pset koju je držalo pleme Kolunić. Dana 28. listopada 1420. pišu oba hrvatska banovca, po imenu Martinus Suke i Ivan od Bilog sela (de Albafalva) kaptolu kninskom pismo u kome traže da se riješi spor između obitelji Mišljenovića i ostalih obitelji plemena Kolunić u pogledu posjeda Očijevo (Ochigovo). Kad je nakon svoga izbora kralj Matija Korvin, dne 3. siječnja 1459. boravio u Segedinu, podijelio je i potvrdio (nove nostre donationis titulo) Andriji, sinu Stjepana Mišljenovića iz Kolunića, a po njemu i braći njegovoj Miketi, Blažu i Tomi iznova ne samo Očijevo, nego i posjedovne čestice njihove u posjedovanjima Kolunić i Hranolupi, koja se sva prostiru u kraljevini Hrvatskoj i županiji Psetu (possessionem Ochygo vocatam ас portiones possessionarias in possessionibus Kolunych prediera ас Hranolupi nuncupatis, omnino in regno nostro Croatie et comitatu de Pezed existentem habitas).
U drugom svjetskom ratu u Velikom Očijevu 20. listopada 1941. ubijen je od strane četničkih elemenata u partizanskom pokretu Marko Orešković.
Do potpisivanja Daytonskog mirovnog sporazuma bilo je u sastavu općine Drvar.

## Stanovništvo

### 1991.
Nacionalni sastav stanovništva 1991. godine, bio je sljedeći:
ukupno: 72
- Srbi - 70
- Jugoslaveni - 1
- ostali, neopredijeljeni i nepoznato - 1

### 2013.
Nacionalni sastav stanovništva 2013. godine, bio je sljedeći:
ukupno: 19
- Srbi - 19